# Beachampton
Beachampton es un pueblo y una parroquia civil del distrito de Aylesbury Vale, en el condado de Buckinghamshire (Inglaterra). Según el censo de 2001, Beachampton estaba habitado por 147 personas en 59 viviendas.